# Omar Ahmed El Ghazaly
Omar Ahmed El Ghazaly (ur. 9 lutego 1984 w Kairze) – egipski lekkoatleta, dyskobol.

## Osiągnięcia
- brąz mistrzostw świata juniorów młodszych (Debreczyn 2001)
- 3 medale mistrzostw Afryki (Tunis 2002 – brąz; Bambous 2006 i Nairobi 2010 – złoto)
- 2 złote medale igrzysk afrykańskich (Abudża 2003 i Algier 2007)
- 2 srebrne medale Uniwersjad (Izmir 2005 i Bangkok 2007)
- 4. miejsce podczas pucharu świata (Ateny 2006)
- 6. lokata na mistrzostwach świata (Osaka 2007)
- 7. miejsce w zawodach pucharu interkontynentalnego (Split 2010)

W trzech swoich olimpijskich startach (Ateny 2004, Pekin 2008 oraz Londyn 2012) El Ghazaly odpadał w eliminacjach, sklasyfikowano go odpowiednio na 34., 23. i 26. pozycji.

## Rekordy życiowe
- rzut dyskiem – 66,58 (2007) rekord Egiptu
- rzut dyskiem (1,75 kg) – 65,88 (2003) juniorski rekord Afryki, były rekord świata juniorów